# Периспермий
Периспе́рмий (от греч. peri — около, возле и spérma — семя) — запасающая питательная ткань семени, образующаяся из нуцеллуса, используемая зародышем при прорастании. Перисперм схож по функциям с эндоспермом, но имеет диплоидный набор хромосом, содержит малое количество белковых веществ, в основном крахмал, а иногда и жиры. Периспермий может составлять либо всю запасную ткань семени, либо её часть. В последнем случае перисперм развивается в семени наряду с эндоспермом.